# Alejandro Abogado
Alejandro Abogado (ur. 26 października 1994 roku) – meksykański kierowca wyścigowy.

## Kariera

### Początki
Abogado rozpoczął karierę w jednomiejscowych samochodach wyścigowych w wieku 16 lat w 2010 roku w meksykańskiej Formule VEE w klasie nowicjuszy. W tym sezonie zdołał ukończyć zmagania na najniższym stopniu podium. Na przełomie 2010 i 2011 roku Meksykanin wystartował w Skip Barber Southern Regional Series, gdzie był siódmy. W 2011 roku w Meksykańskiej Formule VEE był piąty. 

### Formuła Renault
W 2012 roku Abogado rozpoczął starty w Alpejskiej Formule Renault 2.0. W pierwszym sezonie startów nie zdobył żadnego punktu, choć wystartował w 14 wyścigach. Na sezon 2013 Meksykanin podpisał kontrakt z Interwetten.com Racing na starty w Europejskim Pucharze Formuły Renault 2.0 oraz Alpejskiej Formule Renault 2.0. W żadnej z tych serii nie był jednak klasyfikowany.

## Statystyki
| Sezon     | Seria                                 | Zespół                 | Wyścigi | Zwycięstwa | PP | NO | Podium | Punkty | Pozycja |
| --------- | ------------------------------------- | ---------------------- | ------- | ---------- | -- | -- | ------ | ------ | ------- |
| 2010      | Meksykańska Formuła VEE - Nowicjusze  | Gipsa RT               | 7       | 1          | 1  | 1  | 7      | 239    | 3       |
| 2010/2011 | Skip Barber Southern Regional Series  | Reynard R/T            |         |            |    |    |        | 274    | 7       |
| 2011      | Meksykańska Formuła VEE - 1800cc      | Gipsa RT               | 10      | 5          | 3  | 1  | 8      | 268    | 5       |
| 2012      | Alpejska Formuła Renault 2.0          | Team Torino Motorsport | 14      | 0          | 0  | 0  | 0      | 0      | NS      |
| 2013      | Europejski Puchar Formuły Renault 2.0 | Interwetten.com Racing | 12      | 0          | 0  | 0  | 0      | 0      | 35      |
| 2013      | Alpejska Formuła Renault 2.0          | Interwetten Racing     | 12      | 0          | 0  | 0  | 0      | 0      | NS      |